# -iatrie
Das Suffix -iatrie (aus altgriechisch ἰατρικὴ (τέχνη) iatrike (techne) „Heilkunst“ von ἰατρός iatros „Arzt“) hängt Bezeichnungen für heilkundliche Fachbereiche oder Gebiete an.

## Beispiele
Einige Beispiele für Heilkundebereiche mit der Wortendung -iatrie sind:
- Geriatrie
- Pädiatrie
- Podiatrie
- Phoniatrie
- Psychiatrie

Immer gibt es dazu auch den entsprechenden Facharztbegriff, der von einem Wort mit dem gleichen Wortstamm und -iater als Endung bezeichnet wird, also Pädiatrie → Pädiater usw.
Auch im deutschen Wort Arzt steckt das Suffix -iater: Der Arzt ist eine Ableitung aus der mittellateinischen Form archiater, die aus dem Griechischen archiatrós abgeleitet wurde und den Erzarzt bezeichnet, einen Titel antiker Hofärzte, vergleiche auch den Artikel zum Präfix erz-.